# Наблуський санджак
32°13′13″ пн. ш. 35°16′44″ сх. д. / 32.2203° пн. ш. 35.2789° сх. д.
Наблуський санджак (араб. سنجق نابلس; тур. Nablus Sancağı) — адміністративна одиниця (санджак) в Османській імперії, яка існувала протягом усього османського панування в Леванті (1517—1917). Наблус був адміністративно частиною Дамаського еялету до 1864 року, коли став частиною Сирійського вілаєту, а потім Бейрутського вілаєту у 1888 році.

## Історія

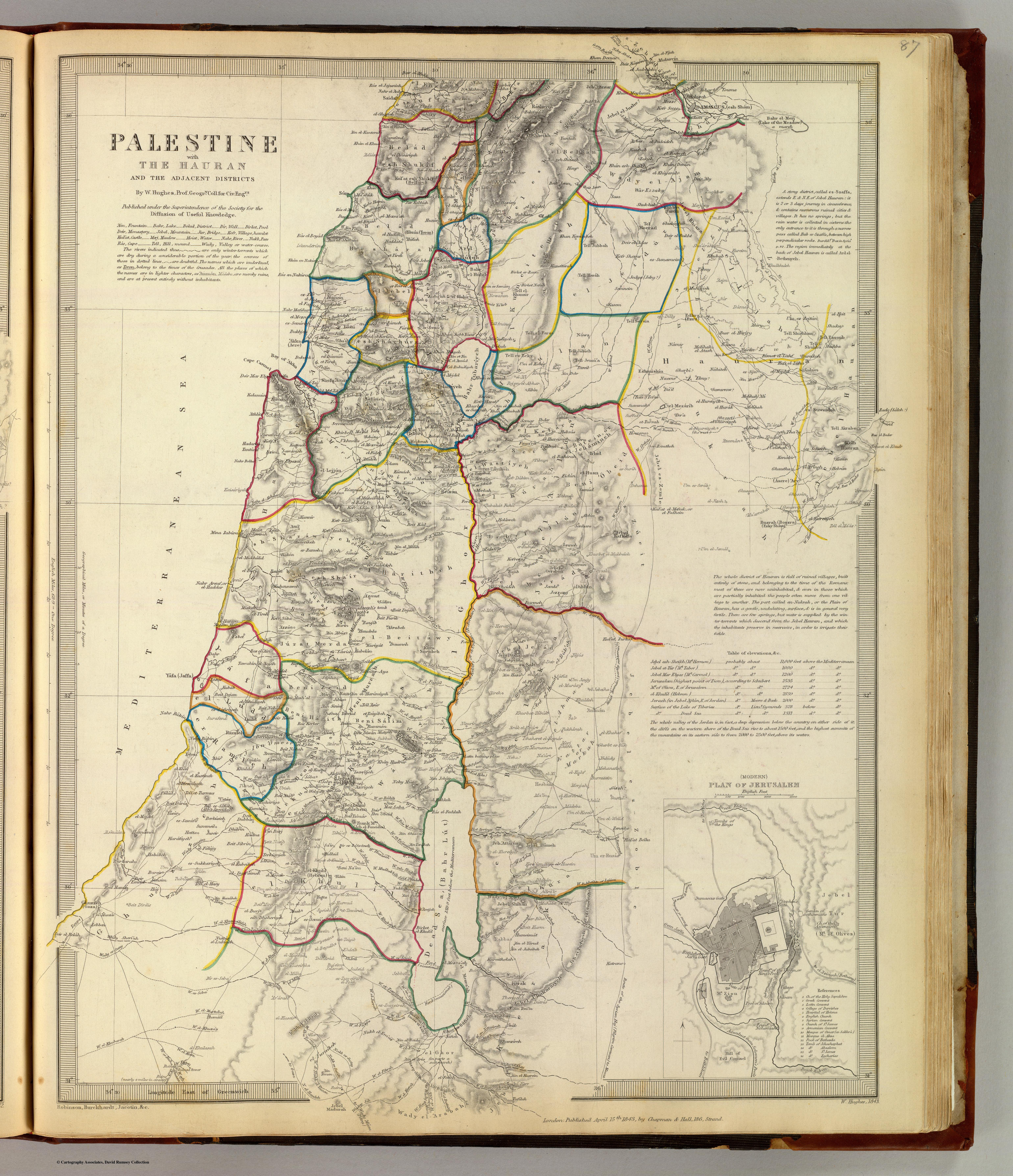
Палестина з Хаураном і прилеглими районами, Вільям Г'юз 1843

У 19 столітті він складався з майже 113 міст і сіл, крім міста Наблус. Від 17-го до початку 20-го століття санджак зберігав свою автономію під османським пануванням, головним чином завдяки гірській місцевості та стратегічному розташуванню Наблуса між горами Евал і Гарізім. Правителі округу належали до кількох арабських сімей, деякі з них походили з північних сирійських міст, деякі з Балки, що в сучасній Йорданії, а інші були корінними жителями Наблуса. Основними знатними родинами були Тукан, Джаррар, Абд аль-Хаді, Джайюсі, Німр, Раян, Касім, Атут, аль-Хадж Мухаммад, Газі та Джарадат.
На карті Османської імперії майора Р. Губера 1899 року санджак Наблус складався з чотирьох каз («підрайонів»): Наблус; Дженін; Бені Сааб з центром у Тул-Каремі; і Джемаїн з центром в Акрабе. Чотири кази були далі поділені на дев'ять нахій, що складало 58 сіл.
Основою економіки було вирощування оливкового дерева, яке використовували для виробництва оливкової олії, кошиків з деревини та наблуського мила. Бавовна також була основною товарною культурою. Основна економічна діяльність була зосереджена в Наблусі, однак навколишні міста й села постачали сиру продукцію. Владущі сім'ї повністю контролювали все виробництво мила й оливкової олії та експорт бавовни, тоді як селяни виконували роль фермерів, робітників і мусили платити податки сім'ям. Своєю чергою панівні родини захищали села та задовольняли муніципальні потреби.